# Postiella
Postiella es género monotípico de plantas pertenecientes a la familia Apiaceae. Su única especie Postiella capillifolia (Post) Kljuykov.

## Taxonomía
Postiella capillifolia fue descrita por (Post) Kljuykov y publicado en Byulleten' Moskovskogo Obshchestva Ispytatelei Prirody, Otdel Biologicheskii 90(2): 103, en el año 1985.
Sinonimia
- Scaligeria capillifolia Post basónimo[2]